# Phytometra subolivacea
Phytometra subolivacea là một loài bướm đêm trong họ Erebidae.